# Mięsień jarzmowy większy
Mięsień jarzmowy większy (łac. musculus zygomaticus major) – w anatomii człowieka najsilniejszy z mięśni wyrazowych, należący do grupy mięśni otoczenia szpary ust. Przyczep początkowy ma na policzkowej powierzchni kości jarzmowej, następnie biegnie skośnie w dół i przyśrodkowo, przyczep końcowy mając w węźle mięśniowym kąta ust. Położony jest najbardziej powierzchownie ze wszystkich mięśni wyrazowych. Jego czynność polega na pociąganiu w bok i ku górze kąta ust, co powoduje odsłonięcie górnych zębów i esowate ułożenie bruzdy nosowo-wargowej; pogłębia także bruzdy w kącie bocznym oka i poszerza twarz. Unerwiony jest przez gałęzie policzkowe nerwu twarzowego.